# Yrjö Väisälä
Yrjö Väisälä (Kontiolahti, Finn Nagyhercegség, 1891. szeptember 6. – Rymättylä, Finnország, 1971. július 21.) finn meteorológus és csillagász, aki meteorológiai mérési módszerek és műszerek kifejlesztésével foglalkozott.

## Munkássága
Miután megkapta a PhD-t, 1922-ben Väisälä csatlakozott a Turku Egyetem Geodéziai Intézetének karához (1925), és csillagászként és földmérőként dolgozott. Elvégezte a Föld mágneses felmérését, és feltalálta a fényinterferencia-rendszert hosszú (100 méteres nagyságrendű) utak mérésére. Geodéziai felmérések alapvonalaként való használatra (1927). Pályája későbbi szakaszában Väisälä a meteorológia felé fordult, és többek között egy új rádióirány-meghatározási módszert dolgozott ki (1951). 1952-ben segített megalapítani a Turku Egyetem Csillagászati Obszervatóriumát, és haláláig igazgatója volt. Väisälä 1954-ben megkapta a Finn Tudományos és Irodalmi Akadémia tiszteleti díját.

## Geodézia

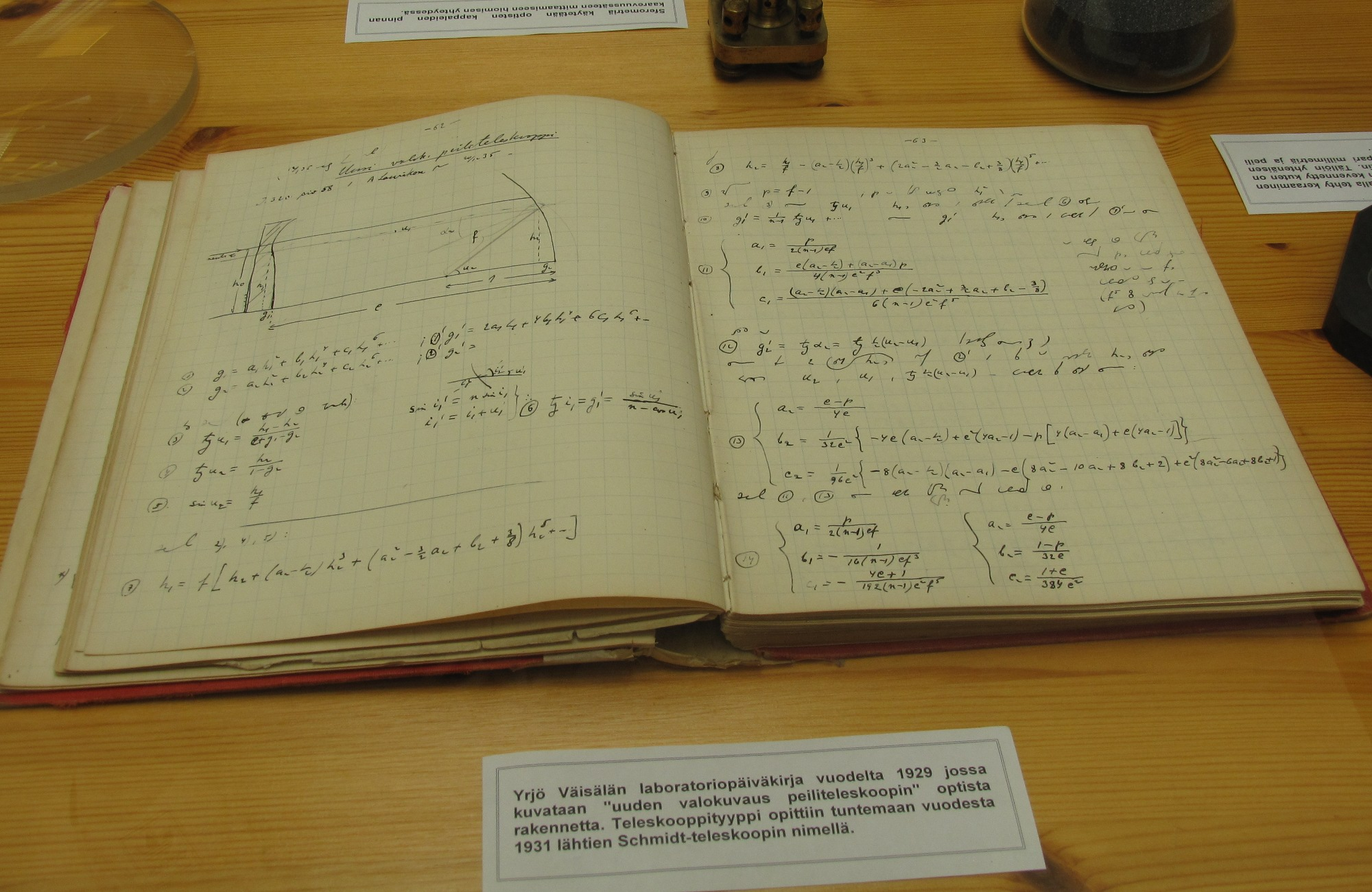
Yrjö Väisälä laboratóriumi naplója. A szöveg 1929-ben íródott. Az itt látható oldalakon Väisälä leírja az „új távcső a fényképezéshez” elvét. Väisälä soha nem publikálta ezt a koncepciót, és néhány évvel később az észt Bernhard Schmidt feltalálta ugyanazt a konstrukciót, amelyet ma Schmidt kameraként ismernek

Az 1920-as és 1930-as években Finnország végezte az első precíziós háromszögelési láncméréseket, és a nagy távolságú csúcsok létrehozásához Väisälä professzor azt javasolta, hogy 5-10 kilométeres (16 000-33 000 láb) magasságú léggömbökön vagy néhány nagy tűzijátékon használjanak vakulámpákat. Az ötlet az volt, hogy megmérjék a vaku pontos helyzetét a háttérben lévő csillagokhoz képest, és az egyik kamera helyének precíz ismeretében egy másik kamera pontos helyét határozzák meg. Ehhez a rendelkezésre állónál jobb széles látószögű kamerákra volt szükség, ezért elvetették. Később Väisälä professzor kifejlesztett egy módszert az optikai hosszreferencia megszorzására fehér fény interferometriával, hogy pontosan meghatározhassa a háromszögelési láncokban használt alapvonalak hosszát. Számos ilyen alapvonalat hoztak létre Finnországban a második nagy pontosságú háromszögelési kampányhoz az 1950-es és 1960-as években. Később a GPS ezeket a módszereket nagyrészt elavulttá tette. A Väisälä által létrehozott Nummela Standard Baseline-t továbbra is a nummelai Finn Geodéziai Intézet tartja karban más távolságmérő műszerek kalibrálására. Väisälä professzor kiváló eszközöket fejlesztett ki a Föld forgástengelyének helyzetének mérésére az úgynevezett zenitteleszkópok építésével, és az 1960-as években a Tuorla Obszervatórium az északi-sark-pozíció-követési mérések élén állt. Az 1980-as években a rádiócsillagászat képes volt felváltani a Föld forgásának nyomon követését azáltal, hogy a dolgokat a kvazárok "nem mozgó hátterére" utalta. Ezekhez a Zenith teleszkópokhoz Väisälä professzor végezte az egyik első kísérletet folyékony higanytükrök készítésére. (Egy ilyen tükörnek rendkívül egyenletes forgási sebességre van szüksége, amelyet az 1990-es évek végén értek el.)

## Csillagászat
Az általa épített nagy Schmidt-Väisälä távcsövet a Turkui Egyetemen használták kisbolygók és üstökösök kutatására. Kutatócsoportja 7 üstököst és 807 aszteroidát fedezett fel.
Ehhez a meglehetősen masszív fényképészeti felmérési munkához Väisälä professzor kidolgozott egy protokollt is, amely szerint két expozíciót készít ugyanarra a lemezre 2-3 órás különbséggel, és ezeket a képeket kissé eltolja. A háttértől eltérő pontpárok mozgóak voltak, és megérdemelték az utófotókat. Ez a módszer a felére csökkentette a filmfogyasztást a "pislogás összehasonlítás" módszeréhez képest, ahol a lemezek egyszeri expozíciót kapnak, és összehasonlítják az első és a második expozíció gyors megjelenítésével az emberi kezelő előtt. (Pl. a Plútó megtalálásához a pislogás-összehasonlítást használták.)
A Kisbolygó Központ Yrjö Väisälä nevéhez fűződik 128 kisbolygó felfedezése 1935 és 1944 között. Születésnapos személyes barátai nevével szokta elnevezni őket. Egyikük Matti Herman Palomaa professzor volt, akiről az 1548 Palomaa nevű aszteroidát nevezték el. Emiatt a kaliforniai Palomar-hegyi obszervatóriumban soha nem viselték a nevét – az aszteroidák elnevezésére vonatkozó szabályok szerint a neveknek egynél több betűvel kell különbözniük egymástól.
A kisebb bolygókon kívül 3 üstököst is felfedezett. Az 1944-ben és 1945-ben megfigyelt C/1944 H1 parabolikus üstökös, valamint a két rövid periódusú üstökös, a 40P/Väisälä, a Jupiter családba tartozó üstökös és a C/1942 EA, egy Halley-típusú és földközeli üstökös. Liisi Otermával együtt felfedezte a Jupiter családhoz tartozó 139P/Väisälä–Oterma üstököst, amelyet először aszteroidának minősítettek, és az "1939 TN" ideiglenes elnevezést kapta.

## Kitüntetések és díjak
A Turkui Egyetem Csillagászati Tanszékét VISPA néven ismerik: Väisälä Űrfizikai és Csillagászati Intézet, alapítója tiszteletére. Róla kapta a nevét a Väisälä holdkráter és az 1573 Väisälä és a 2804 Yrjö kisbolygó is.

## A felfedezett kisebb bolygók listája
| 1391 Karélia    | 1936. február 16.    |
| 1398 Donnera    | 1936. augusztus 26.  |
| 1405 Sibelius   | 1936. szeptember 12. |
| 1406 Komppa     | 1936. szeptember 13. |
| 1407 Lindelöf   | 1936. november 21.   |
| 1421 eszperantó | 1936. március 18.    |
| 1424 Sundmania  | 1937. január 9.      |
| 1446 Sillanpää  | 1938. január 26.     |
| 1447 Utra       | 1938. január 26.     |
| 1448 Lindbladia | 1938. február 16.    |

| 1449 Virtanen     | 1938. február 20.    |
| 1450 Raimonda     | 1938. február 20.    |
| 1451 Granö        | 1938. február 22.    |
| 1453 Fennia       | 1938. március 8.     |
| 1454 Kalevala     | 1936. február 16.    |
| 1460 Haltia       | 1937. november 24.   |
| 1462 Zamenhof     | 1938. február 6.     |
| 1463 Nordenmarkia | 1938. február 6.     |
| 1471 Tornio       | 1938. szeptember 16. |
| 1472 Muonio       | 1938. október 18.    |

| 1473 Ounas       | 1938. október 22.    |
| 1477 Bonsdorffia | 1938. február 6.     |
| 1478 Vihuri      | 1938. február 6.     |
| 1479 Inkeri      | 1938. február 16.    |
| 1480 Aunus       | 1938. február 18.    |
| 1483 Hakoila     | 1938. február 24.    |
| 1488 Aura        | 1938. december 15.   |
| 1492 Oppolzer    | 1938. március 23.    |
| 1494 Savo        | 1938. szeptember 16. |
| 1495 Helsinki    | 1938. szeptember 21. |

| 1496 Turku     | 1938. szeptember 22. |
| 1497 Tampere   | 1938. szeptember 22. |
| 1498 Lahti     | 1938. szeptember 16. |
| 1499 Pori      | 1938. október 16.    |
| 1500 Jyväskylä | 1938. október 16.    |
| 1503 Kuopio    | 1938. december 15.   |
| 1518 Rovaniemi | 1938. október 15.    |
| 1519 Kajaani   | 1938. október 15.    |
| 1520 Imatra    | 1938. október 22.    |
| 1521 Seinäjoki | 1938. október 22.    |

| 1523 Pieksämäki | 1939. január 18.     |
| 1524 Joensuu    | 1939. szeptember 18. |
| 1525 Savonlinna | 1939. szeptember 18. |
| 1526 Mikkeli    | 1939. október 7.     |
| 1527 Malmquista | 1939. október 18.    |
| 1529 Oterma     | 1938. január 26.     |
| 1530 Rantaseppä | 1938. szeptember 16. |
| 1532 Inari      | 1938. szeptember 16. |
| 1533 Saimaa     | 1939. január 19.     |
| 1534 Näsi       | 1939. január 20.     |

| 1535 Päijänne   | 1939. szeptember 9.  |
| 1536 Pielinen   | 1939. szeptember 18. |
| 1541 Észtország | 1939. február 12.    |
| 1542 Schalén    | 1941. augusztus 26.  |
| 1548 Palomaa    | 1935. március 26.    |
| 1549 Mikko      | 1937. április 2.     |
| 1551 Argelander | 1938. február 24.    |
| 1552 Bessel     | 1938. február 24.    |
| 1567 Alikoski   | 1941. április 22.    |
| 1631 Kopff      | 1936. október 11.    |

| 1646 Rosseland   | 1939. január 19.    |
| 1656 Suomi       | 1942. március 11.   |
| 1659 Punkaharju  | 1940. december 28.  |
| 1677 Tycho Brahe | 1940. szeptember 6. |
| 1678 Hveen       | 1940. december 28.  |
| 1696 Nurmela     | 1939. március 18.   |
| 1699 Honkasalo   | 1941. augusztus 26. |
| 1723 Klemola     | 1936. március 18.   |
| 1740 Paavo Nurmi | 1939. október 18.   |
| 1757 Porvoo      | 1939. március 17.   |

| 1883 Rimito       | 1942. december 4.    |
| 1928 Summa        | 1938. szeptember 21. |
| 1929 Kollaa       | 1939. január 20.     |
| 1947 Iso-Heikkilä | 1935. március 4.     |
| 2020 Ukko         | 1936. március 18.    |
| 2067 Aksnes       | 1936. február 23.    |
| 2091 Sampo        | 1941. április 26.    |
| 2096 Väinö        | 1939. október 18.    |
| 2194 Arpola       | 1940. április 3.     |
| 2204 Lyyli        | 1943. március 3.     |

| 2243 Lönnrot      | 1941. szeptember 25. |
| 2258 Viipuri      | 1939. október 7.     |
| 2292 Seili        | 1942. szeptember 7.  |
| 2299 Hanko        | 1941. szeptember 25. |
| 2333 Porthan      | 1943. március 3.     |
| 2379 Heiskanen    | 1941. szeptember 21. |
| 2397 Lappajärvi   | 1938. február 22.    |
| 2454 Olaus Magnus | 1941. szeptember 21. |
| 2464 Nordenskiöld | 1939. január 19.     |
| 2479 Sodankylä    | 1942. február 6.     |

| 2486 Metsähovi   | 1939. március 22.    |
| 2502 Nummela     | 1943. március 3.     |
| 2512 Tavastia    | 1940. április 3.     |
| 2535 Hämeenlinna | 1939. február 17.    |
| 2638 Gadolin     | 1939. szeptember 19. |
| 2639 Planman     | 1940. április 9.     |
| 2678 Aavasaksa   | 1938. február 24.    |
| 2679 Kittisvaara | 1939. október 7.     |
| 2690 Ristiina    | 1938. február 24.    |
| 2715 Mielikki    | 1938. október 22.    |

| 2716 Tuulikki | 1939. október 7.    |
| 2733 Hamina   | 1938. február 22.   |
| 2737 Kotka    | 1938. február 22.   |
| 2750 Loviisa  | 1940. december 30.  |
| 2802 Weisell  | 1939. január 19.    |
| 2820 Iisalmi  | 1942. szeptember 8. |
| 2826 Ahti     | 1939. október 18.   |
| 2885 Palva    | 1939. október 7.    |
| 2898 Neuvo    | 1938. február 20.   |
| 2962 Ottó     | 1940. december 28.  |

| 2972 Niilo        | 1939. október 7.     |
| 3037 Alku         | 1944. január 17.     |
| 3099 Hergenrother | 1940. április 3.     |
| 3166 Klondike     | 1940. március 30.    |
| 3212 Agricola     | 1938. február 19.    |
| 3223 Forsius      | 1942. szeptember 7.  |
| 3272 Tillandz     | 1938. február 24.    |
| 3281 Maupertuis   | 1938. február 24.    |
| 3522 Becker       | 1941. szeptember 21. |
| 3606 Pohjola      | 1939. szeptember 19. |

| 3897 Louhi     | 1942. szeptember 8.  |
| 4181 Kivi      | 1938. február 24.    |
| 4266 Waltari   | 1940. december 28.   |
| 4512 Sinuhe    | 1939. január 20.     |
| 5073 Junttura  | 1943. március 3.     |
| 5153 Gierasch  | 1940. április 9.     |
| (6073) 1939 UB | 1939. október 18.    |
| 6572 Carson    | 1938. szeptember 22. |

## Galéria

Az épülethez 1976-ban emléktábla csatolt. A szöveg a következő: "E helyen voltak Väisälä tudós testvérei, Vilho, Yrjö és Kalle, 1904–1919-ben otthonuk. A Joensuu Líceum volt diákjai"
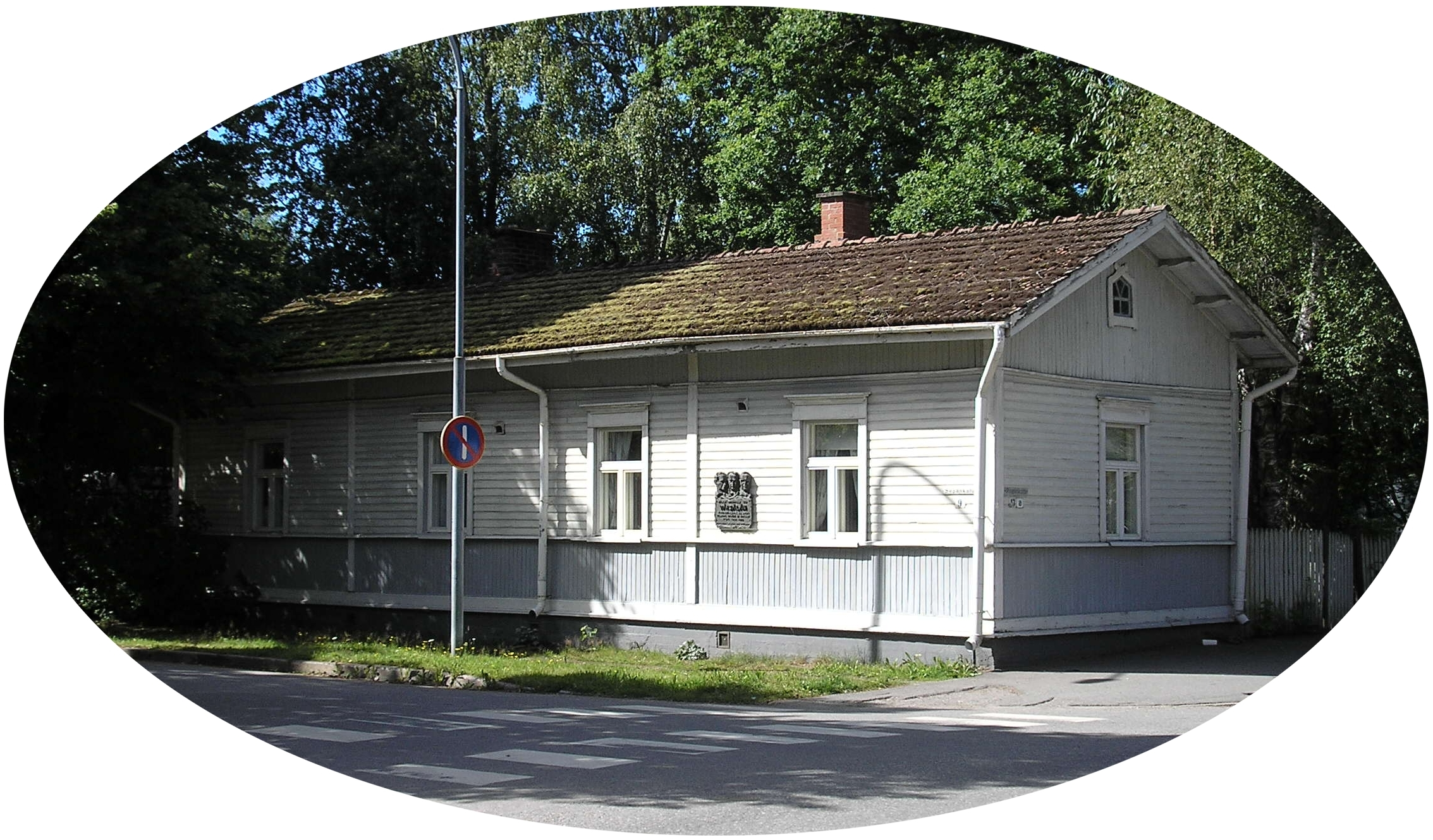
Egy 20. század eleji faház Joensuuban a Sepänkatu és a Papinkatu utca sarkán. Az épület 1904–1919-ben a Väisälä testvérek otthona volt

## Fordítás
Ez a szócikk részben vagy egészben  a   Yrjö Väisälä című angol Wikipédia-szócikk ezen változatának fordításán alapul.  Az eredeti cikk szerkesztőit annak laptörténete sorolja fel. Ez a jelzés csupán a megfogalmazás eredetét és a szerzői jogokat jelzi, nem szolgál a cikkben szereplő információk forrásmegjelöléseként.